# バーデン条約 (1714年)
バーデン条約（バーデンじょうやく、英語: Treaty of Baden）は1714年9月7日、スイス原初同盟のバーデンで締結された条約。
条約により、スペイン継承戦争で敵対したフランス王国と神聖ローマ帝国が講和した。この条約はユトレヒト条約とラシュタット条約を補完するものである。

## 概要
ラシュタット条約により神聖ローマ皇帝カール6世はユトレヒト条約を受諾したが、あくまでもハプスブルク帝国の代表としてのものであった。そのため、戦争の終結にはフランスと神聖ローマ帝国の間で講和を成立させる必要があった。
バーデン条約の締結によりフランスと神聖ローマ帝国が正式に講和し、スペイン継承戦争が完全に終結した。バーデン条約の詳細、および平和会議の内容はバーデンのバナレット騎士カスパール・ヨーゼフ・ドレール（Caspar Joseph Dorer、1673年 - 1754年）のディアリウム（Diarium、「日記」）で記述されている。
また、この条約はスイスの領土で締結された初の国際条約である。また2年前のトッゲンブルク戦争ではスイスのカトリック・カントンが敗北し、アーラウの和約でスイスにおけるカトリック覇権が終結したが、バーデン条約の秘密条項ではフランスと神聖ローマ帝国の間でカトリックの同盟に合意し、カトリック側に肩入れして介入することに同意した。

## 内容
- フランスはアルザスとランダウを維持するが、ライン川右岸（ブライスガウ（英語版））はオーストリアに返還する[5]。
- バイエルン選帝侯マクシミリアン2世エマヌエルとケルン選帝侯ヨーゼフ・クレメンス・フォン・バイエルンは領土を回復し、選帝侯に復帰する。
- カール6世はスペイン王の称号と世襲財産を保持する。但し、権力はフェリペ5世の手中にあるため、実質的な価値はなかった。